# Angelo Del Boca
Angelo Del Boca (Novara, 23 maggio 1925 – Torino, 6 luglio 2021) è stato uno storico, giornalista e scrittore italiano, considerato il maggiore studioso del colonialismo italiano.
Si definiva il primo italiano ad essersi occupato della ricostruzione critica e sistematica della storia politico-militare dell'espansione italiana in Africa orientale e in Libia, e il primo storico ad avere denunciato i crimini di guerra compiuti dalle truppe italiane durante le guerre coloniali fasciste. Ha diretto la rivista di storia contemporanea I sentieri della ricerca ed è stato presidente dell'Istituto per la Storia della Resistenza di Piacenza nonché direttore della rivista Studi piacentini.

## Biografia
Era figlio di Giacomo (nato nel 1878, albergatore richiamato in servizio sul fronte dell'Isonzo e in Trentino sul monte Corno) e Rosa Silvestri (originaria di Rovereto sulla Secchia). Secondo quanto narrato dallo stesso Del Boca, nel gennaio 1944 fu costretto a rispondere al Bando Graziani, arruolandosi nell'esercito della Repubblica Sociale Italiana, per scongiurare l'arresto del padre; le autorità di Salò, infatti, ricorrevano all'arresto dei familiari dei giovani in età di leva per costringerli a unirsi alle proprie file. Del Boca venne quindi inviato in Germania, dove si sottopose all'addestramento e venne assegnato alla 4ª Divisione alpina "Monterosa"; rientrato in Italia, disertò nell'estate 1944 per unirsi al movimento resistenziale che combatteva le truppe tedesche e i collaborazionisti di Salò, entrando a far parte della 7ª brigata alpina della 1ª divisione Giustizia e Libertà Piacenza. Durante il periodo della guerra, conobbe l'infermiera Maria Teresa Maestri, che sposò nel 1947 e da cui ebbe i figli Alessandra, Daniela e Davide; dopo la morte di Maria Teresa, si sposò con Paola Zoli, da cui nel 1991 nacque Ilaria. I suoi trascorsi nella Resistenza vennero poi raccolti nel volume Nella notte ci guidano le stelle, in cui descrisse la paura dei rastrellamenti, degli incendi dei paesi, della violenza delle truppe nazi-fasciste, rivelando in un passaggio nel volume tutte le inquietudini di un adolescente: «Combatto non per la Patria ma per rivedere il volto di mia madre».
Nel dopoguerra, s'iscrisse al Partito socialista italiano di unità proletaria (PSIUP); iniziò a scrivere libri di memorie (tra cui la raccolta di racconti Dentro mi è nato l'uomo) e articoli giornalistici, divenendo redattore capo del settimanale socialista Il Lavoratore di Novara; in seguito, divenne inviato speciale della Gazzetta del Popolo e del quotidiano Il Giorno di Enrico Mattei (direttore Italo Pietra); nel 1981, con l'avvento di Bettino Craxi, Angelo Del Boca decise di abbandonare Il Giorno e il Partito socialista italiano.
Dopo aver smesso i panni di giornalista e caporedattore, Del Boca si concentrò sullo studio del passato coloniale italiano; ciò gli permise di scrivere numerosi libri, pubblicati da Laterza, Feltrinelli, Bompiani, Neri Pozza e Mondadori, sulla guerra di aggressione fascista di Benito Mussolini in Africa orientale e sulla riconquista della Libia, denunciando per la prima volta l'uso, da parte italiana, dei gas contro i membri della resistenza e le popolazioni africane. Tra il 1976 e il 1984 pubblicò la sua opera più importante e famosa, suddivisa in quattro volumi: Gli italiani in Africa orientale, alla quale seguì nel 1986 la storia del colonialismo in Libia descritta nei due volumi Gli italiani in Libia. A queste due importantissime opere seguirono diversi volumi, i più significativi dei quali sono L'Africa nella coscienza degli italiani del 1992; una biografia di Hailé Selassié, Il negus. Vita e morte dell'ultimo re dei re, del 1995; I gas di Mussolini. Il fascismo e la guerra d'Etiopia, del 1996. Nel 1998, Del Boca ebbe la possibilità di incontrare nel deserto il dittatore libico Muʿammar Gheddafi; il lungo colloquio si tradusse nel volume Gheddafi. Una sfida dal deserto, similmente a quanto gli accadde anni prima, quando ebbe la possibilità di conoscere e stimare il negus Hailé Selassié e di poter accedere ai suoi archivi. Nel 2005, uscì uno suoi dei maggiori successi editoriali, Italiani, brava gente?, in cui narrò i peggiori crimini italiani, dalla soppressione del brigantaggio nel 1861 alla ribellione dei boxer in Cina, dai crimini in Libia ed Etiopia alla guerra d'occupazione nei Balcani ed al collaborazionismo della Repubblica Sociale Italiana nelle deportazioni naziste, nell'intento di dimostrare che il mito degli «italiani brava gente», incapaci di crudeli atrocità, era smentito dalla ricerca storiografica. I crimini compiuti dagli italiani in Africa e altrove, «e le tragedie che nella nostra storia ci hanno travolto non sono sentite come effetto di una nostra partecipazione», mentre «i cattivi stanno sempre dall'altra parte»; secondo Del Boca e molti altri storici, quella degli "italiani brava gente" «è un'autoimmagine, un concetto creato da noi stessi. È un mito che nasce nell'immediato dopoguerra».
Nel 2008, pubblicò un'autobiografia, Il mio Novecento: biografia di un giornalista e di un intellettuale rigoroso, in cui ripercorse la propria vita, intrecciandola alla storia della propria generazione e alla nascita dell'Italia democratica e repubblicana. L'ultimo lavoro importante fu Nella notte ci guidano le stelle. La mia storia partigiana, pubblicato da Mondadori nel 2015. Nel titolo è un chiaro riferimento al verso nella notte lo guidano le stelle della canzone partigiana Fischia il vento.
Caso non eccezionale di giornalista diventato storico autodidatta, Del Boca ricevette (nel 2002, a 75 anni compiuti) una laurea honoris causa da parte dell'Università degli Studi di Torino; ottenne poi un analogo riconoscimento da parte dell'Università di Lucerna. Nel luglio del 2014 anche l'Università di Addis Abeba gli conferì una laurea onorifica in Storia africana, rendendo Del Boca il primo italiano e il primo europeo a ottenere tale riconoscimento in Etiopia dopo la Seconda guerra mondiale.

## Ricerca storiografica
Dopo un primo fortunato volume del 1965 sulla guerra d'Etiopia, a metà degli anni settanta, dopo avere smesso la professione d'inviato speciale e di caporedattore, Del Boca si concentrò sullo studio del colonialismo italiano, avviando una poderosa ricerca storiografica che portò alla pubblicazione di quattro volumi dedicati alla colonizzazione italiana dell'Africa orientale, due volumi incentrati sulla conquista della Libia e due ampie biografie su Hailé Selassié e Muʿammar Gheddafi.
La ricostruzione complessiva della storia militare e politica italiana in Africa terminò all'incirca a metà degli anni ottanta; da quel momento anche il panorama degli studi sul colonialismo italiano conobbe significativi mutamenti: spinta dall'interesse suscitato dalla ricerca di Del Boca in ambito accademico, una nuova generazione di storici italiani, ma anche africani ed europei, iniziò a occuparsi della storia dei paesi un tempo dominati dall'Italia; contemporaneamente però, s'aprirono nuove polemiche e dibattiti che acquisirono rilevanza non solo culturale e storiografica, ma soprattutto politica e diplomatica.
Nel secondo dopoguerra in Italia vennero profuse pochissime energie per documentare e affrontare il passato coloniale italiano, e ancor meno per accendere il dibattito civile e politico nei confronti delle ex colonie; forse solo Del Boca seppe coniugare il rigore della ricerca alla capacità d'intervento pubblico: negli anni ottanta e novanta, in particolare, decine e decine di migliaia di lettori e un'ancor più vasta platea televisiva hanno imparato a conoscere e a criticare il passato coloniale italiano. Fino ad allora la memoria degli italiani in Africa era legata soprattutto alle esperienze dirette degli italiani che effettivamente furono mandati a combattere o che vi si trasferirono per colonizzare i nuovi territori; la maggior parte degli italiani avevano vissuto l'esperienza coloniale solo attraverso la propaganda del regime, che negli anni del dopoguerra fu velocemente dimenticata. Fu Del Boca a riportare in auge la storia coloniale e ad aprire un dibattito fino ad allora non affrontato.  
Fu tra i primi studiosi italiano a denunciare le atrocità compiute dalle truppe italiane in Libia e in Etiopia, anche col ricorso a bombardamenti aerei terroristici su centri abitati e talora persino coll'impiego d'armi chimiche come iprite, fosgene e arsina contro le truppe combattenti e la popolazione civile; documentò inoltre l'apertura di campi di concentramento per l'internamento di guerriglieri e personalità nemiche e il ricorso alle deportazioni di massa, come avvenne con le popolazioni della Cirenaica. Per le sue denunce Angelo Del Boca è stato per anni contestato dalla stampa conservatrice e dalle associazioni di reduci e di profughi italiani dall'Africa; primo fra tutti il già ministro dell'Africa Italiana Alessandro Lessona, il quale, appena Del Boca iniziò a documentare, alla fine degli anni sessanta, la storia della campagna d'Etiopia e il ricorso italiano alle armi chimiche, polemizzò con lo storico sostenendo energicamente per il resto della propria vita che l'Italia fascista non aveva mai usato le armi chimiche in Etiopia; per questa sua posizione, Lessona ricevette il sostegno dalla platea ancora abbastanza ampia di reduci e di nostalgici, che, nelle elezioni dell'aprile 1963, gli valse un seggio senatoriale a Firenze per il MSI. Ma solo dalla seconda metà degli anni ottanta, con la pubblicazione completa dell'opera Gli italiani in Africa orientale, il dibattito si fece più intenso e interessò anche gli ambienti politici. Del Boca ne fece fin da subito le spese: nel 1982 l'Associazione nazionale reduci d'Africa dichiarò di voler portare lo storico in tribunale a causa dei suoi scritti e per la «tutela morale del sacrificio compiuto dagli Italiani in Africa», e sempre in quell'anno la rivista «Il reduce d'Africa» dedicò a Del Boca un articolo ricco di invettive, alle quali affiancò l'invito criminale a chiunque si fosse ritenuto offeso da quanto scritto «a recarsi dai Del Boca vari e provvedere da solo, a propria difesa, a difesa di ciò che fu e fece» In quest'ottica l'opera di ricostruzione storica dei crimini italiani in Africa e di fustigazione del colonialismo italiano ha avuto il merito di incrinare nell'opinione pubblica il mito degli «Italiani brava gente», vessillo delle destre italiane e degli ambienti neofascisti; opera che però s'è scontrata, secondo Del Boca stesso, anche con la storiografia vicina «agli ambienti conservatori per cui certe cose non si possono dire perché siamo, appunto, "brava gente"». 
Di rilievo è la polemica del 1995 del giornalista Indro Montanelli, il quale sosteneva che quello italiano fu un colonialismo "mite", portato avanti grazie all'azione d'un esercito cavalleresco, incapace di compiere brutalità, rispettoso del nemico e delle popolazioni indigene; in numerosi interventi pubblici, Montanelli negò infatti ripetutamente l'impiego sistematico di armi chimiche da parte dell'aviazione militare italiana in Etiopia: tuttavia nel 1996 Montanelli si scusò pubblicamente con Del Boca quando quest'ultimo dimostrò, documenti alla mano, l'impiego di tali mezzi di distruzione. Montanelli basava le proprie tesi sulla testimonianza oculare, ma Del Boca, oltre a dimostrare che l'apparato militare italiano riuscì a mantenere uno stretto segreto sulla guerra chimica grazie all'allontanamento dei giornalisti dal fronte e all'impiego di squadre del servizio per la bonifica del terreno, dimostrò anche come lo stesso Montanelli, durante i primi episodi di impiego delle armi chimiche, era ricoverato in ospedale ad Asmara e che, quando fu dimesso, non tornò più al fronte, per cui non poteva essere considerato attendibile. A confermare definitivamente le parole di Del Boca fu, nel 1996, l'ammissione dell'allora ministro della Difesa generale Domenico Corcione, che riferì al Parlamento dell'impiego di bombe d'aereo e proiettili d'artiglieria caricati a iprite e arsine durante la guerra d'Etiopia. 
Del Boca ebbe anche il merito di far conoscere diversi crimini di cui si era macchiata l'Italia, come quelli commessi durante la riconquista della Libia a cavallo del 1930, la strage di civili nella capitale Addis Abeba a seguito della rappresaglia scatenata dagli italiani dopo l'attentato al generale Rodolfo Graziani del febbraio 1937, il massacro di monaci copti nella città-convento di Debra Libanòs nel maggio del 1937 – diretto dal gen. Pietro Maletti, ma voluto e rivendicato dallo stesso Graziani – e le famigerate operazioni di «polizia coloniale», con cui si cercò di pacificare con la repressione e il terrorismo le diverse regioni dell'Etiopia. Nel 2010 proprio queste operazioni sono state al centro del saggio di Federica Saini Fasanotti, storica legata agli ambienti della destra cattolica, Etiopia: 1936-1940. Le operazioni di polizia coloniale nelle fonti dell'esercito italiano: la storica, pur condannando l'aggressione italiana e riconoscendo le molte atrocità commesse dall'esercito, cita il telegramma firmato da Graziani il 31 ottobre, in cui il viceré auspicava «larga generosità e perdono» ai guerriglieri, e quindi esprime un giudizio positivo, per la capacità del successore di Graziani, il duca d'Aosta, d'istaurare buoni rapporti con gli etiopici e di combattere la guerriglia in modo efficace, tanto da far pensare che, se non fosse scoppiata la Seconda guerra mondiale, l'insurrezione sarebbe andata scemando fino a esaurirsi. Del Boca si disse d'accordo solo in parte, riconoscendo al duca d'Aosta il merito di aver intrapreso una politica di dialogo con i capi abissini, ma ricorda che non cessarono rappresaglie e l'uso di gas tossici; tanto che la rivolta etiopica contro l'occupante, dopo una flessione, era tornata vigorosa nel 1939. Molto diverso è il parere di Del Boca sul telegramma: «Graziani aveva sulla coscienza massacri spaventosi, come l'eccidio di massa dei monaci copti di Debrá Libanós, e la sua presunta resipiscenza non convince. Ormai era in disgrazia presso Mussolini, a causa degli effetti pessimi della sua politica, e cercava di mettere le mani avanti. Ma non servì, perché venne sostituito poco dopo».
D'accordo con l'analisi di Del Boca si espresse anche lo storico Matteo Dominioni, che descrisse la ricerca della Fasanotti di «stampo neocolonialista», una ricerca che ha posto l'accento sulle crudeltà dei guerriglieri con l'intento di giustificare i crimini commessi da un esercito invasore verso un popolo di «selvaggi» che si opponevano alla gloriosa «missione civilizzatrice» italiana; Dominioni, come Del Boca, non nega che «gli abissini fossero un popolo bellicoso, capace di gesti brutali», ma affermò altresì che in una ricerca storiografica «non ci si può basare solo su documenti italiani» d'epoca fascista: bisogna considerare anche l'altro punto di vista.
Del Boca ha espresso stima nei confronti di Hailé Selassié, imperatore d'Etiopia, nella biografia Il Negus, vita e morte dell’ultimo Re dei Re, che Del Boca conclude così: «Qualunque sia il giudizio finale su Hailè Selassiè, la sua figura merita rispetto e considerazione. È impossibile non provare un senso di grande ammirazione e di riconoscenza verso l’uomo che il 30 giugno 1936, dalla tribuna ginevrina della Società delle Nazioni, denunciava al mondo i crimini del fascismo e avvertiva che l’Etiopia non sarebbe stata che la prima vittima di quella funesta ideologia. Per questo suo messaggio, malauguratamente non ascoltato, gli siamo un po' tutti debitori.».

## Dediche
In memoria di Del Boca è stata allestita nell'autunno del 2021, presso il Museo Villa Freischütz di Merano, a cura di Ariane Karbe e Hannes Obermair, la mostra «Il mantello etiope» che verte sulla questione coloniale e della restituzione di beni museali appropriati nel contesto della guerra d'Etiopia. La dedica è stata motivata così: «i suoi lavori critici sul periodo coloniale italo-fascista, nonostante forti opposizioni, hanno cambiato permanentemente il profilo storico pubblico, non ultimo anche grazie al loro sguardo empatico, sempre attento all'"altro" e che ha quindi cambiato anche la percezione del "sé"».
Alla memoria di Angelo Del Boca è stato dedicato il saggio di Stefano A.E. Leoni Una piccola storia ignobile. Appunti sull'immaginario sonoro dell'Africa Orientale Italiana tra imperialismo e fascismo.

## Opere

### Narrativa
- Dentro mi è nato l'uomo, Einaudi, Torino, 1947
- L'anno del giubileo, Einaudi, Torino, 1948
- Viaggio nella luna, Vallecchi, Firenze, 1955
- con Townsend Harris, Occhio giapponese, De Agostini, Novara, 1963

### Saggistica
- Israele anno dieci, Lattes, Torino, 1958
- L'Africa aspetta il 1960, Bompiani, Milano, 1959
- L'altra Spagna, prefazione di Aldo Garosci, Bompiani, Milano, 1961
- Apartheid: affanno e dolore, Bompiani, Milano, 1962
- I figli del sole: mezzo secolo di nazifascismo nel mondo, con Mario Giovana, Feltrinelli, Milano, 1965
- La guerra d'Abissinia 1935-1941, Feltrinelli, Milano, 1965
- Manicomi come lager, Edizioni dell'Albero, Torino, 1966
- Giornali in crisi: indagine sulla stampa quotidiana in Italia e nel mondo, Aeda, Torino, 1968
- Rapporto dalla Jugoslavia, Valnoci, Genova, 1968
- Obiettività e indipendenza dei mezzi di comunicazione di massa in Italia, Club Turati, Milano, 1969
- Gli italiani in Africa orientale. Vol. 1: Dall'unità alla marcia su Roma, Laterza, Bari, 1976
- Gli italiani in Africa orientale. Vol. 2: La conquista dell'Impero, Laterza, Bari, 1979
- Gli italiani in Africa orientale. Vol. 3: La caduta dell'Impero, Laterza, Bari, 1982
- Gli italiani in Africa orientale. Vol. 4: Nostalgia delle colonie, Laterza, Bari, 1984
- Gli italiani in Libia. Vol. 1: Tripoli bel suol d'Amore, Laterza, Bari, 1986
- Gli italiani in Libia. Vol. 2: Dal fascismo a Gheddafi, Laterza, Bari, 1986
- L'Africa nella coscienza degli italiani. Miti, memorie, errori, sconfitte, Laterza, Bari, 1992
- Una sconfitta dell'intelligenza. Italia e Somalia, Laterza, Bari, 1993
- La trappola somala: dall'operazione Restore Hope al fallimento delle Nazioni Unite, Laterza, Bari, 1994
- I gas di Mussolini. Il fascismo e la guerra d'Etiopia, Editori Riuniti, Roma, 1996 (con contributi di Giorgio Rochat, Ferdinando Pedriali e Roberto Gentilli)
- L'impero africano del fascismo. Nelle fotografie dell'Istituto Luce, con Nicola Labanca, Editori Riuniti, Roma, 2002
- La nostra Africa. Nel racconto di cinquanta italiani che l'hanno percorsa, esplorata e amata, Neri Pozza, Vicenza, 2003
- L'occhio del maestro. Vittorio Resta, educatore e fotografo, Centro Studi Piero Ginocchi, Crodo, 2003
- La disfatta di Gasr Bu Hàdi. 1915: il colonnello Miani e il più grande disastro dell'Italia coloniale, Mondadori, Milano, 2004
- Italiani, brava gente?, Neri Pozza, Vicenza, 2005
- A un passo dalla forca. Atrocità e infamie dell'occupazione italiana della Libia nelle memorie del patriota Mohamed Fekini, Baldini Castoldi Dalai, Milano, 2007
- La guerra d'Etiopia. L'ultima impresa del colonialismo, Longanesi, Milano, 2010
- Da Mussolini a Gheddafi: quaranta incontri, Neri Pozza, Vicenza, 2012

### Autobiografie
- La scelta, Feltrinelli, Milano, 1963
- Un testimone scomodo, Grossi, Domodossola, 2000
- Il mio Novecento, Neri Pozza, Vicenza, 2008
- Nella notte ci guidano le stelle: La mia storia partigiana, Mondadori, Milano, 2015

### Biografie
- Hailé Selassié, Fabbri, Milano, 1983
- Il Negus. Vita e morte dell'ultimo Re dei re, Laterza, Bari, 1995
- Gheddafi. Una sfida dal deserto, Laterza, Bari, 1998

### Curatele e miscellanea
- cura di Le guerre coloniali del fascismo, Laterza, Bari, 1991
- prefazione a Gian Carlo Corada, Lafolè: un dramma dell'Italia coloniale, Ediesse, Roma, 1996
- cura di Adua: le ragioni di una sconfitta, Laterza, Bari, 1997
- introduzione a Ettore Formento, Kai Bandera. Etiopia 1936-1941: una banda irregolare, Mursia, Milano, 2000
- Crodo e la grande guerra, Centro Studi Piero Gnocchi, Crodo, 2001
- prefazione a Paolo Borruso, L'Africa al confino: la deportazione etiopica in Italia, 1937-39, Lacaita, Manduria, 2003
- prefazione a Anita Azzari, L'Ossola nella resistenza italiana, Il rosso e il blu, Anita Azzari, Santa Maria Maggiore, 2004
- cura di La "Repubblica" partigiana dell'Ossola, Centro studi Piero Ginocchi, Crodo, 2004
- presentazione di Stefano Fabei, Mussolini e la resistenza palestinese, Mursia, Milano, 2005
- Gli studi sul colonialismo italiano, in L'Impero fascista. Italia ed Etiopia, 1935-1941, a cura di Riccardo Bottoni, Il mulino, Bologna 2008, pp. 25–34
- prefazione a Matteo Dominioni, Lo sfascio dell'impero. Gli italiani in Etiopia, 1936-1941, Laterza, Bari, 2008
- All'alba dell'indipendenza: l'Africa nelle fotografie di Angelo Del Boca inviato speciale 1954-1966, a cura di Nicola Labanca, Archivio fotografico toscano, Prato, 1998
- prefazione a Arturo Varvelli, L'Italia e l'ascesa di Gheddafi. La cacciata degli italiani, le armi e il petrolio (1969-1974), Baldini Castoldi Dalai, Milano, 2009
- cura di La storia negata. Il revisionismo e il suo uso politico, Neri Pozza, Vicenza, 2009
- prefazione a Indro Montanelli, XX battaglione eritreo: il primo romanzo e le lettere inedite dal fronte africano, Rizzoli, Milano, 2010
- prefazione a Lucia Ceci, Il papa non deve parlare. Chiesa, fascismo e guerra d'Etiopia, Laterza, Bari, 2010